# Charles T. Barney

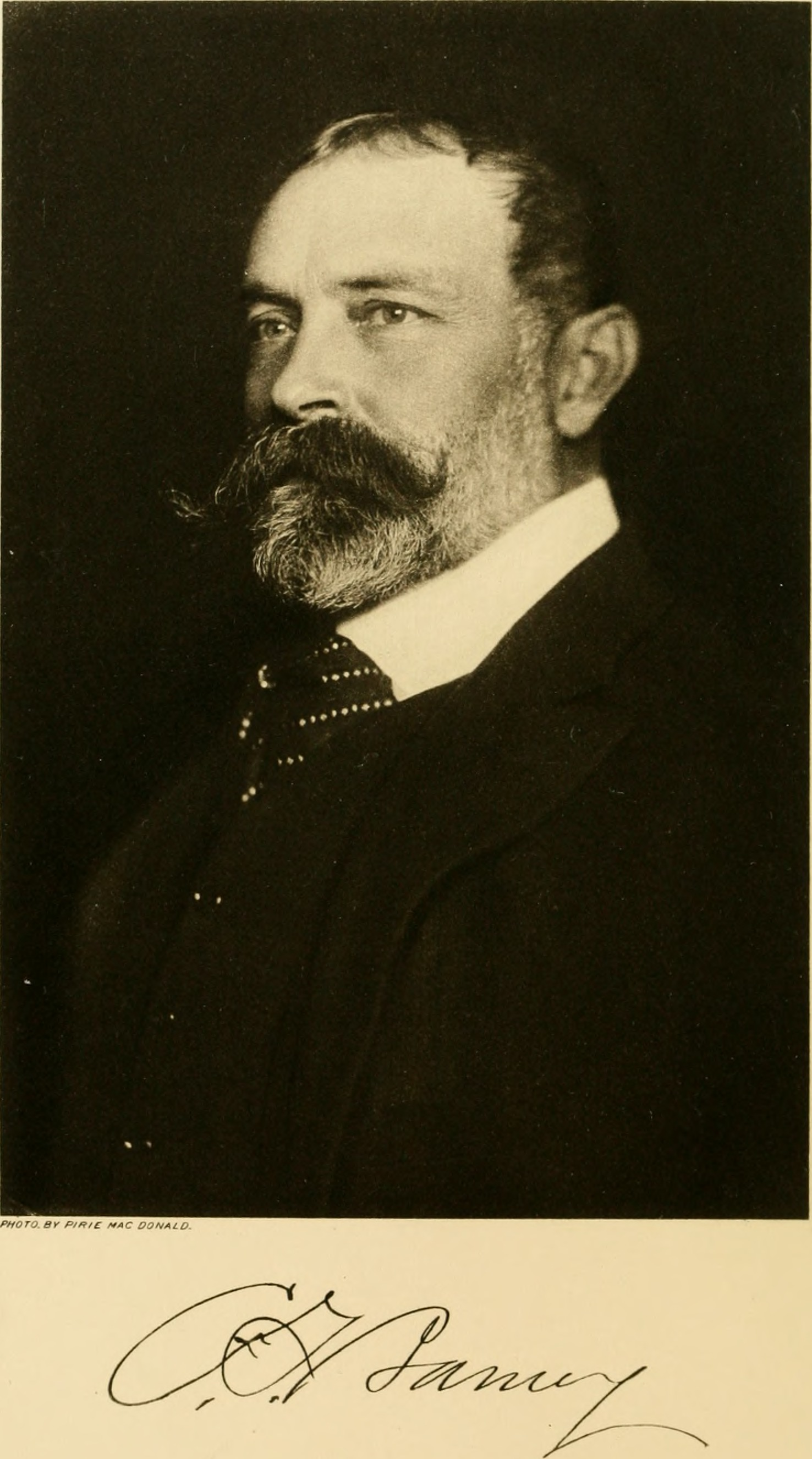
Charles T. Barney.

Charles Tracy Barney (7 de janeiro de 1851 - 14 de novembro de 1907) foi um financeiro dos Estados Unidos. Foi presidente da sociedade fiduciária Knickerbocker cuja falência, pouco antes a sua morte, foi o fator desencadeante do pânico financeiro de 1907..